# Showa Corporation
Pour les articles homonymes, voir Showa.
Showa Corporation est une entreprise japonaise créée le 28 octobre 1938 basée à Gyōda. Elle fournit principalement des pièces mécaniques pour les suspensions d'automobiles et de motos.
Son Président-directeur général est Yoichi Hojo, et le nombre de salariés de l'entreprise est d'environ 13 000 personnes.

## Historique
- 1938 : Création de l'entreprise sous le nom de Showa Aircraft Precision Work.
- 1939-1945 : Production du Showa L2D, un DC-3 sous licence.
- 1975 : Première exportation de l'entreprise (Taïwan)
- 1979 : Exportation de l'entreprise aux États-Unis.
- 1990 : Exportation de l'entreprise en Europe.

En octobre 2019, Hitachi fusionne sa filiale Hitachi Automotive Systems avec Keihin, Showa et Nissin Kogyo, trois entreprises détenus au moins en partie par Honda, à la suite de cette opération Hitachi possèdera 66 % du nouvel ensemble et Honda 33 %.